# امبینانداوکا
امبینانداوکا (به لاتین: Ambinanindovoka) یک سکونتگاه مسکونی در ماداگاسکار است که در هائوته ماتسیاترا واقع شده‌است.

## خصوصیات
امبینانداوکا ۱۱٬۰۰۰ نفر جمعیت دارد و ۱٬۰۲۹ متر بالاتر از سطح دریا واقع شده‌است.